# Ukkusissat
Ukkusissat (zastarale Uvkusigssat) je osada v kraji Avannaata v severozápadním Grónsku. V roce 2017 tu žilo 151 obyvatel. Název znamená v grónštině "mastek".

## Geografie

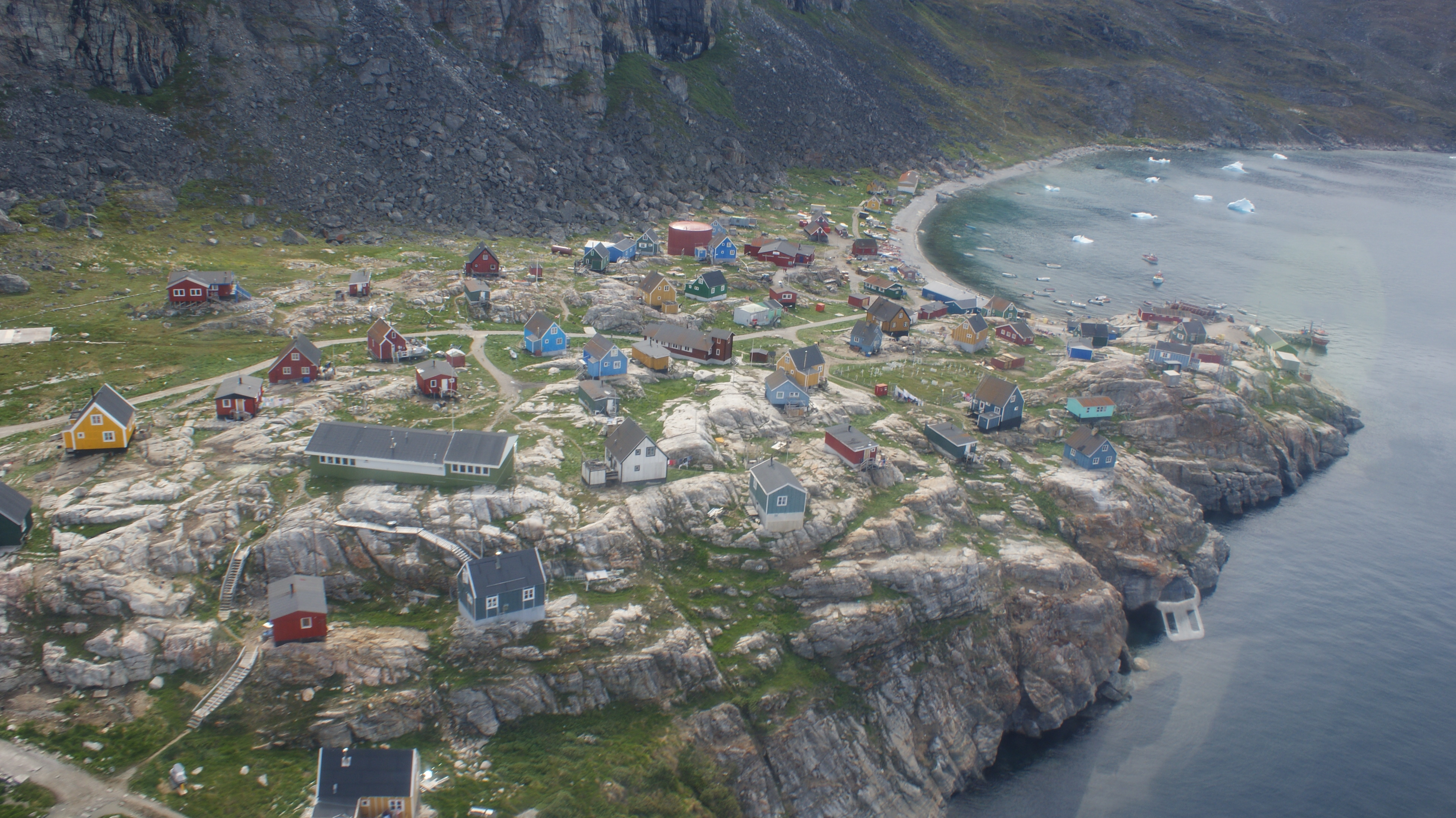
Letecký snímek Ukkusissatu

Osada se nachází na stejnojmenném poloostrově, na pobřeží fjordu Uummannaq.Na jihu jsou vysoké hory Salleq a ostrov Appat. Na severu je vnitřní fjord, který ústí do fjordu Uummannaq. 

## Ekonomika

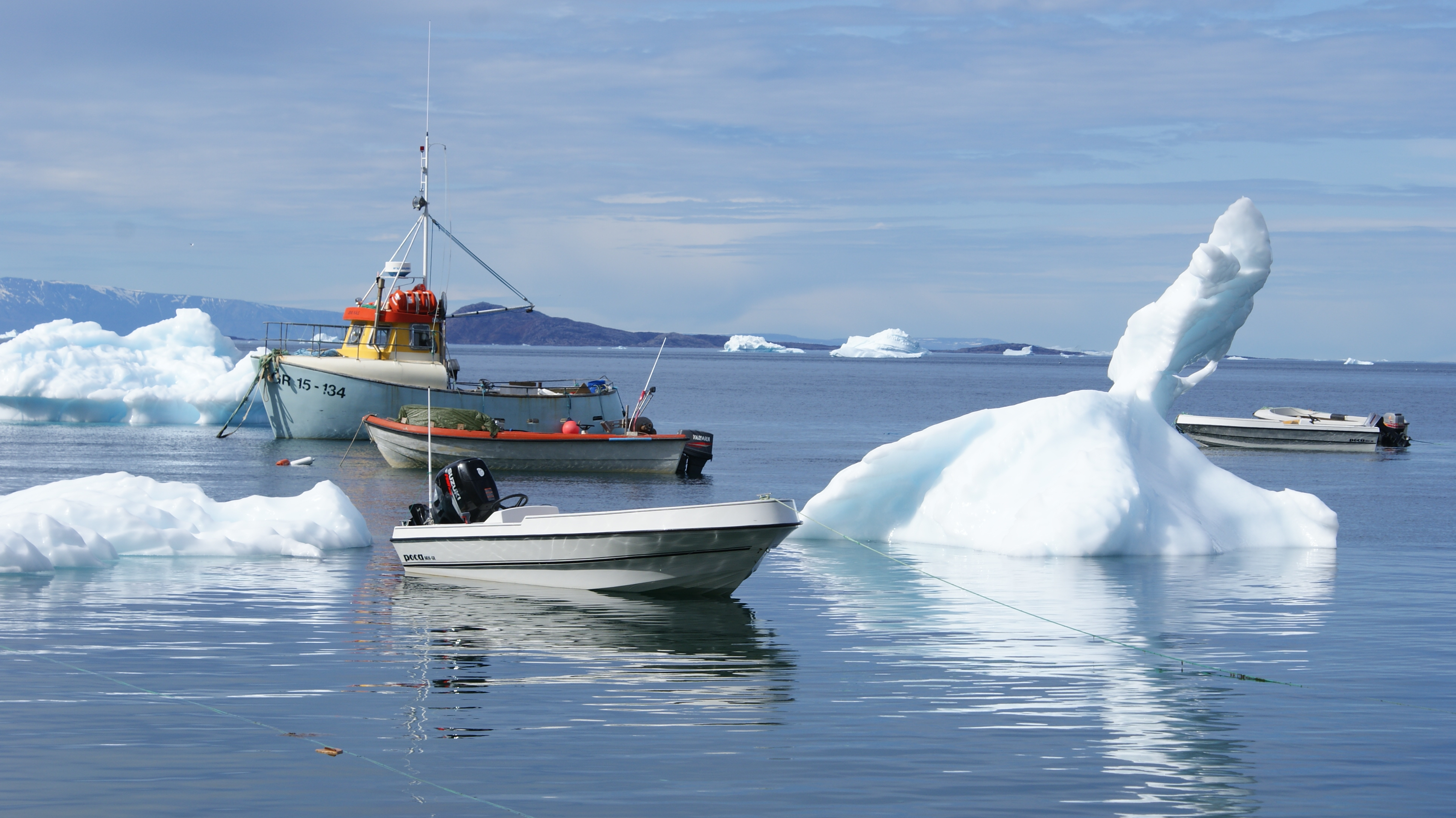
Rybářské lodě mezi ledovci v Ukkusissatském přístavu

Rybaření je hlavní zaměstnání obyvatel Ukkusissatu. V přístavu se nachází mnoho továren na přípravu ryb patřících společnosti Royal Greenland. Obnovení těžby v nedalekých dolech s názvem Maamorilik (nachází se severovýchodně od Ukkusissatu na sever od poloostrova) může poskytnout zlepšení ekonomické situace Ukkusissatu.
V Ukkusissatu se nachází víceúčelový obchod Pilersuisoq. Cestovní ruch je nedostatečný, i když v létě navštěvují Ukkusissat výletní lodě, např. norská loď Hurtigruten. Přístav v Ukkusissatu však nemůže přijímat velké lodě kvůli mělkým pobřežním vodám.

## Doprava

### Ve vzduchu

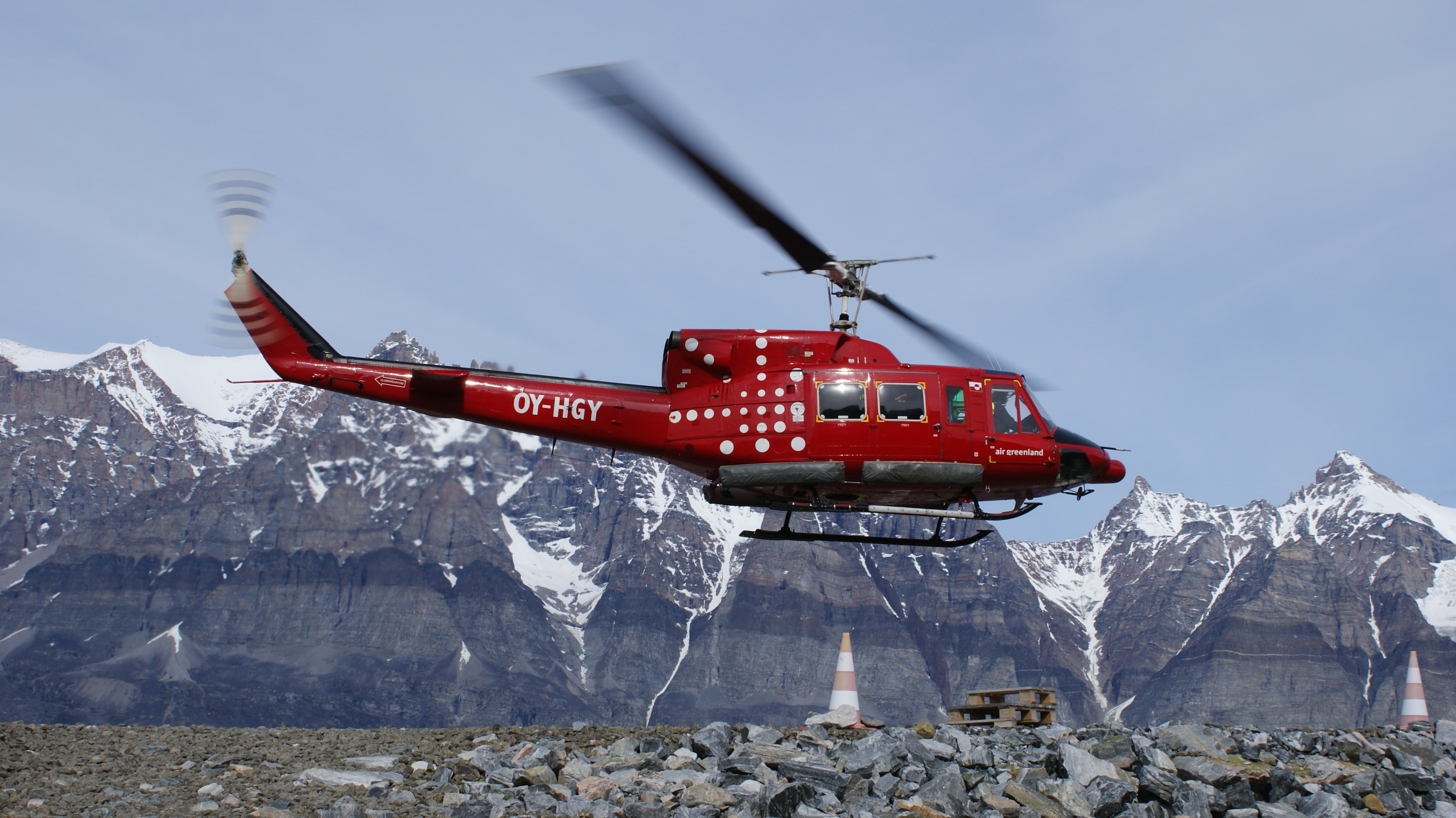
Air Greenland obsluhuje Ukkusissat s vrtulníkem Bell 212

Air Greenland slouží obci jako součást vládní zakázky, s lety mezi heliportem Ukkusissat a heliportem Uummannaq. Z heliportu Uummannaq je potom možné létat do Qaarsutu, Ikerasaku, Illorsuitu, Niaqornatu, Nuugaatsiaqu a Sattutu.

### Na zemi
V zimě jsou jediným prostředkem ke komunikaci s Uummannaqem a jinými okolními obcemi sáně se psím spřežením, protože místní vrtulníky neslouží Ukkusissatu v zimě.

## Vzdálenost od některých grónských sídel
- Uummannaq – 42 km
- Qaersut – 44 km
- Illorsuit – 63 km
- Ikerasak – 64 km
- Niaqornat – 70 km
- Nuugaatsiaq – 71 km
- Upernavik Kujalleq – 177 km
- Ilulissat – 205 km
- Qeqertarsuaq – 210 km
- Upernavik – 242 km
- Qasigiannguit – 249 km
- Aasiaat – 263 km
- Sisimiut – 463 km
- Maniitsoq – 627 km
- Nuuk – 764 km
- Tasiilaq – 837 km
- Qaanaaq – 877 km
- Etah – 989 km
- Paamiut – 1 011 km
- Ittoqqortoormiit – 1 087 km
- Daneborg – 1 095 km
- Narsaq – 1 157 km
- Qaqortoq – 1 178 km
- Nanortalik – 1 249 km
- Narsarmijit – 1 270 km
- Nord –1 436 km

## Počet obyvatel
Počet obyvatel Ukkusissatu se snížil o více než 12% než počet obyvatel z roku 1990, a o více než čtvrtinu než v roce 2000. V prvním desetiletí počet obyvatel stoupal, nejvyšší byl v roce 2000 (230 obyvatel), ale poté začal klesat, od roku 2007 je počet obyvatel stabilní.

## Galerie

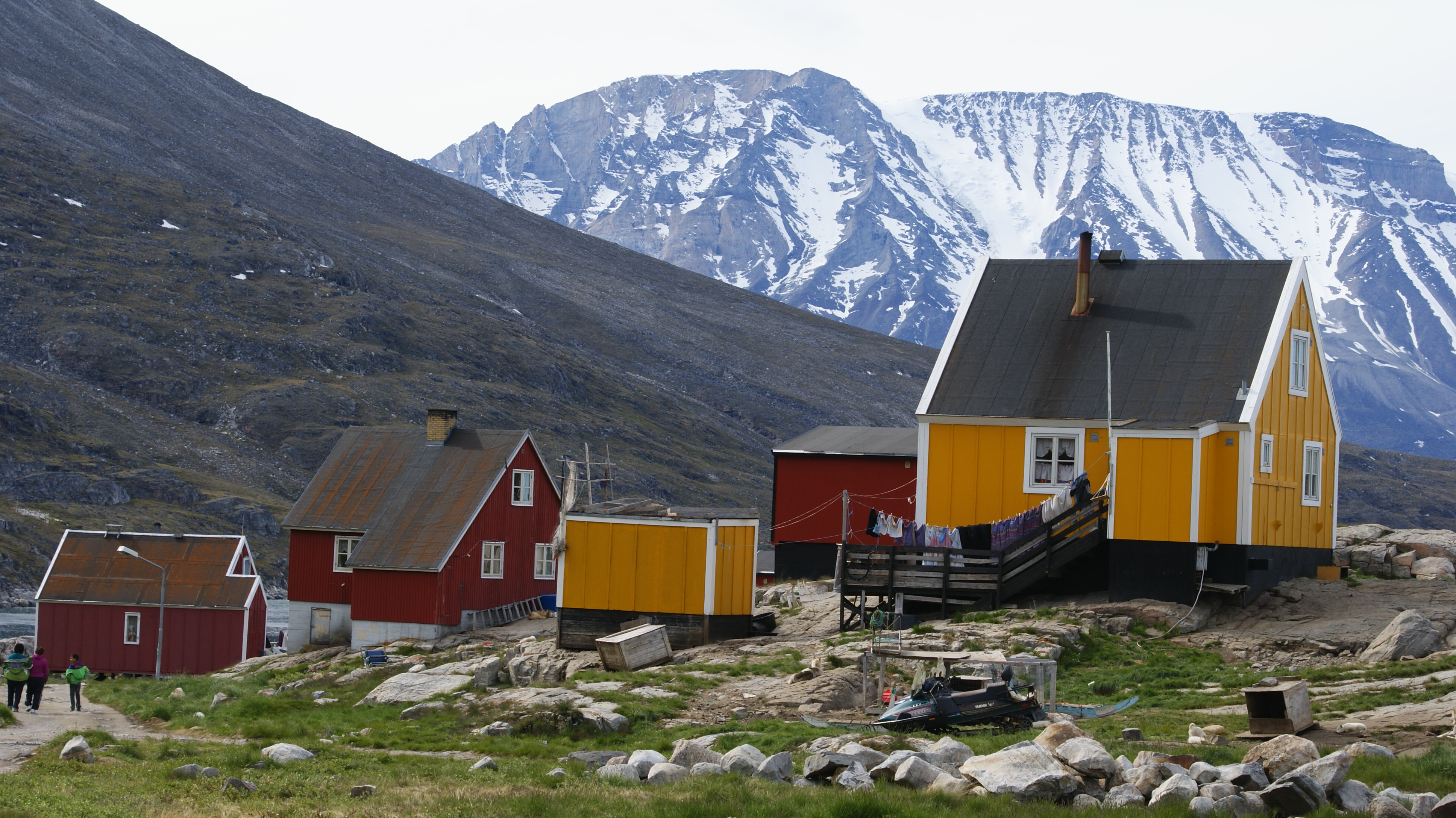
Domy a prádelna v polovině léta
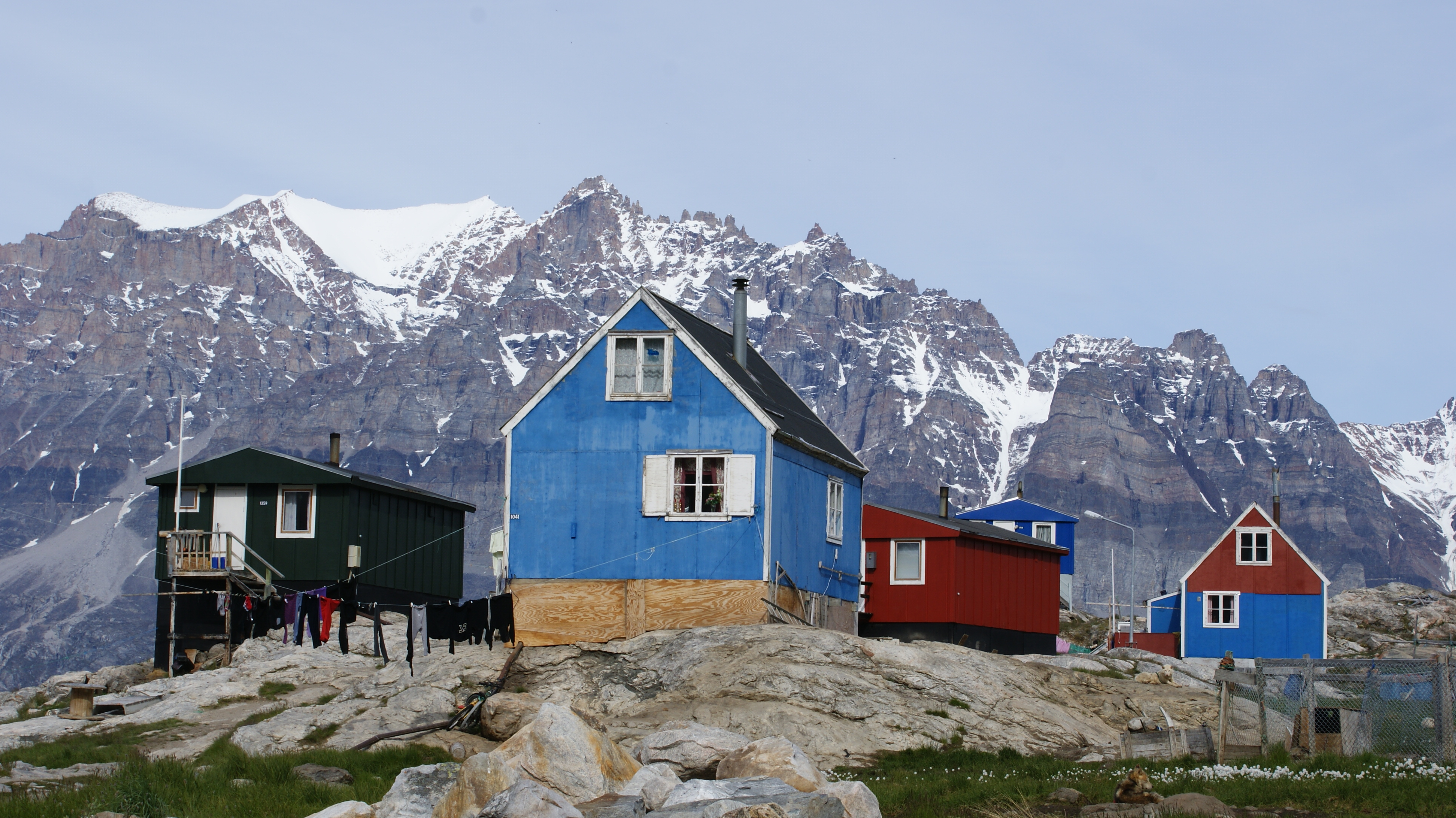
Pellerfiup Nunaa
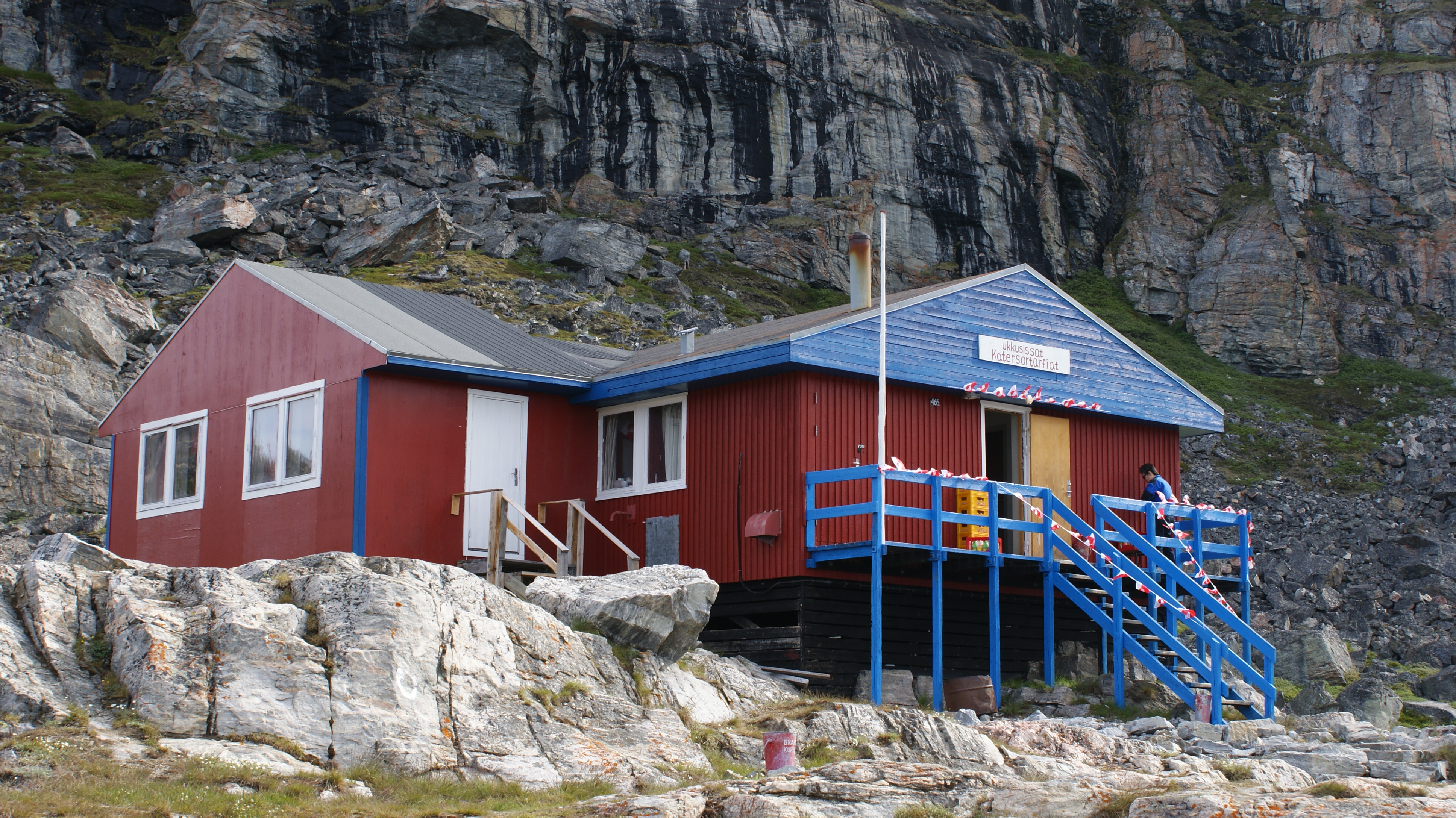
Katersortarfiat, "veřejný dům", který se používá pro večírky, tance a jiné zábavy
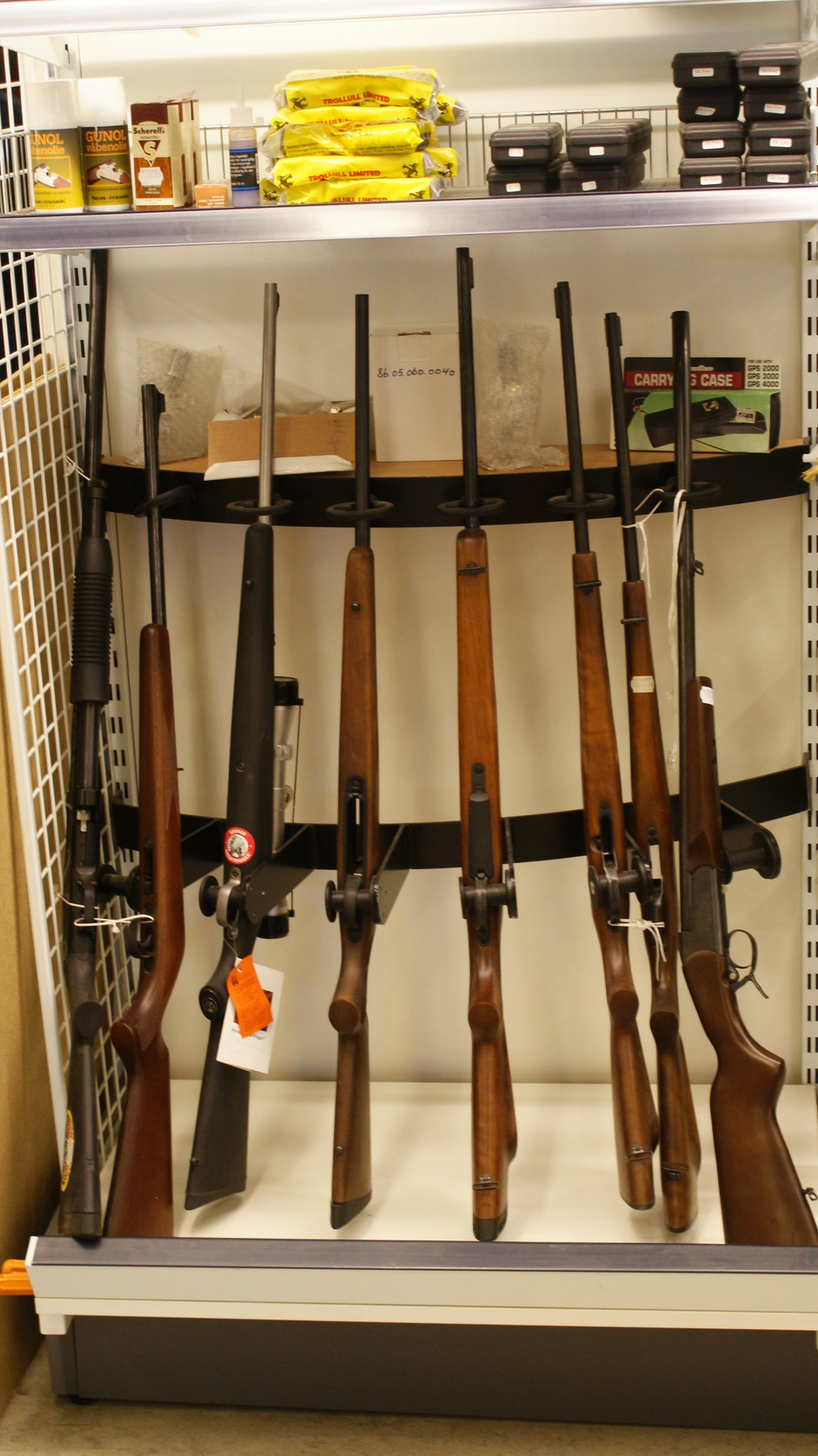
Lovecké zbraně v Pilersuisoqu
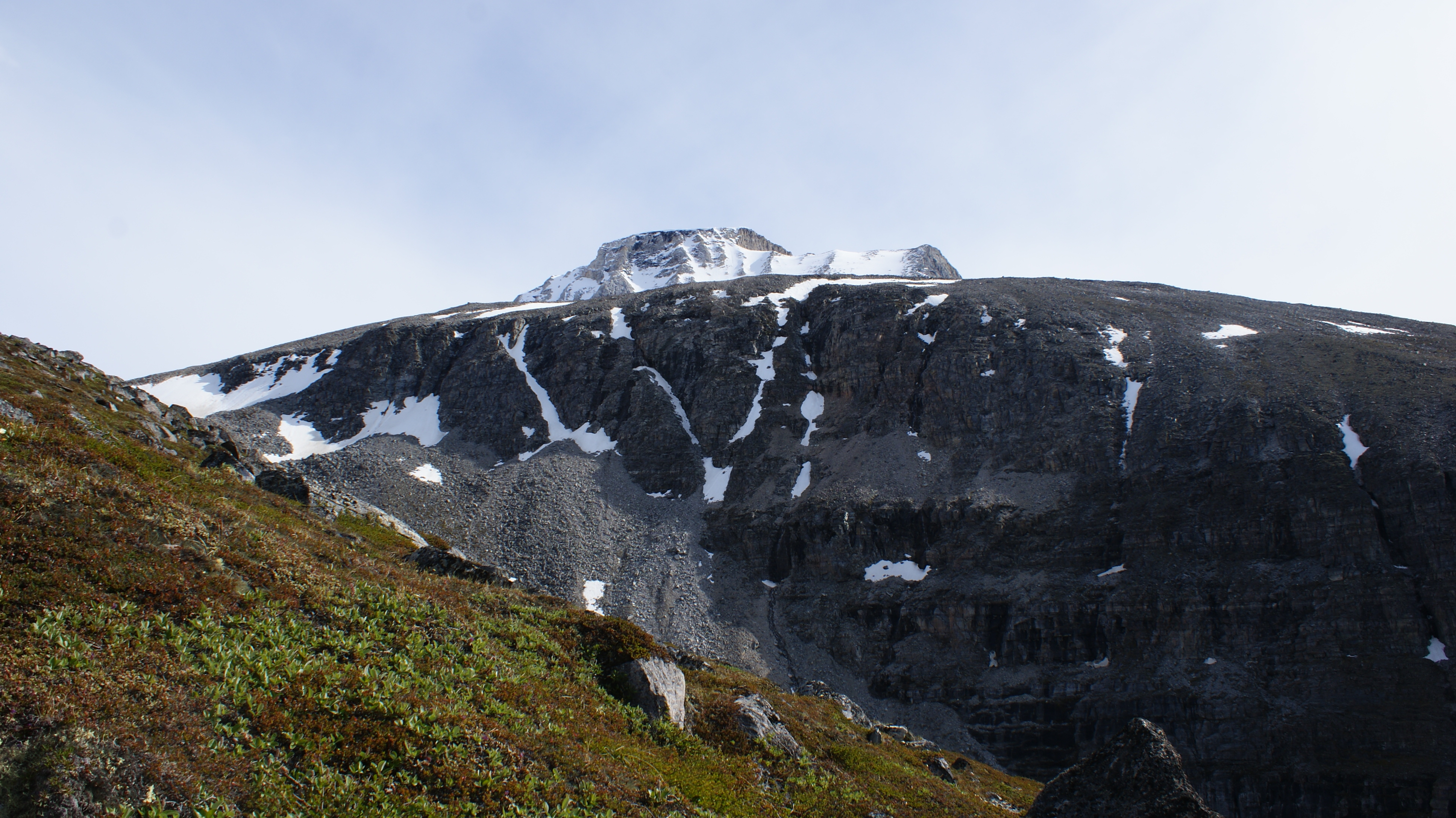
Akuliarutsip Qaqaa, pohoří na poloostrově Ukkusissat, pohled z Sermikassaqu